# Tarachidia flavibasis
Tarachidia flavibasis är en fjärilsart som beskrevs av George Francis Hampson 1898. Tarachidia flavibasis ingår i släktet Tarachidia och familjen nattflyn. Inga underarter finns listade i Catalogue of Life.